# Paul Danblon
Paul Danblon (Brussel·les, 25 de juliol de 1931 - 8 de febrer de 2018) va ser un periodista científic a la RTBF i un compositor belga.

## Biografia
Paul Danblon va ser un apassionat del teatre i president del Jeune Théâtre de l'ULB. Des de 1951 va col·laborar en nombroses emissions de ràdio de l'INR. Llicenciat en química, en 1954 va integrar l'equip de Carnets de l'Actualité i es va especialitzar en la divulgació científica. Hi serà en l'origen de nombroses emissions científiques i culturals com La Bouteille à encre, Connaître, Examen de conscience o Le point de la médecine.
Apassionat de Maurice Ravel, amb Alain Denis, és responsable de tres documentals per la RTBF sobre el compositor : À la recherche de Ravel (1967), Maurice Ravel : L'homme et les sortilèges (1975), pel·lícula de 4 hores 30 minuts (3 episodis d'1,30 hores), i Ravel toujours (1987). És membre d'honor de l'Associació d'Amics de Maurice Ravel.
A més, és compositor i va obtenir dues medalles de plata al Concurs Internacional de Composició de Moscou (1957), el jurat del qual va estar presidit per Dmitri Xostakóvitx. Les obres premiades foren Concerto pour piano et orchestre, creat per Maria Youdina, i el seu Concerto pour orchestre. Se li deu l'òpera Cyrano de Bergerac (1979) creada en 1980.
Va ser director adjunt (1979-1981) i més tard director (1992-1996) de l'Opéra Royal de Wallonie.
Apassionat de Tintin, va fer un documental sobre Hergé, del que n'era amic, Georges Rémi dit Hergé (1983). Ha estat el president-fundador d'un cercle tintinòleg nomenat Facultat Tryphon Tournesol de Tintinologia (FTTT).
També ha estat un dels grans defensors de la laïcitat a Bèlgica.
Va estar casat amb Tamara Danblon née Galperin, feminista, militant laica, autora de llibres d'infants.

## Obress
- 150 ans de Sciences, Paul Legrain, Bruxelles, 1979
- Cent Wallons du siècle, Institut Jules Destrée, Charleroi, 1995[14]
- Au bonheur de vivre. Libres propos d'un mécréant, Éditions Complexe, Bruxelles, 1999